# Losing My Religion (Grey's Anatomy)
«Losing My Religion» es el vigesimoséptimo episodio y el final de la segunda temporada del drama médico de televisión estadounidense Grey's Anatomy, así como también, es el episodio número 36 de la serie en general. Escrito por Shonda Rhimes y dirigido por Mark Tinker, el episodio se transmitió originalmente con el episodio anterior «Deterioration of the Fight or Flight Response», como un final de temporada de 2 horas por el canal ABC en los Estados Unidos el 15 de mayo del 2006. En este episodio, la Dra. Izzie Stevens (Katherine Heigl) y el resto de su grupo de internos tienen que planificar un baile de graduación para la sobrina del Dr. Richard Webber (James Pickens Jr.), Camille Travis (Tessa Thompson). El episodio también concluye otras historias de episodios anteriores como el Dr. Preston Burke (Isaiah Washington) recuperándose de su herida de bala, la muerte de Denny Duquette (Jeffrey Dean Morgan) después de su aparentemente exitosa cirugía de trasplante de corazón y la eutanasia de Doc, el perro que Meredith (Ellen Pompeo) adoptó y luego regaló a Derek (Patrick Dempsey), luego de que este fuera diagnosticado con cáncer en episodios previos.
El episodio marca la última aparición de Sara Ramírez (Dra. Callie Torres) como personaje secundario, ya que esta sería promovida al reparto principal al comienzo de la tercera temporada. Morgan, Thompson, Brooke Smith, Sarah Utterback, Loretta Devine y Chris O'Donnell retoman sus papeles como estrellas invitadas en el episodio. En su estreno, el episodio recibió críticas mixtas: la mayoría de críticos desaprobaron la historia que involucraba a Grey y Shepherd, así como la falta de repercusiones para los internos por su participación en el caso de Denny; sin embargo, elogiaron la historia de la Dra. Cristina Yang (Sandra Oh) junto con la actuación de Heigl. Por su parte de los fanáticos, el episodio recibió críticas bastante positivas, y, hasta la fecha, es considerado uno de los mejores episodios y finales de temporada de toda la serie. En su emisión original, el episodio atrajo a 22.50 millones de espectadores, obteniendo un rating de 8,0/22 en el grupo demográfico de 18 a 49 años, terminando en quinto lugar durante la semana en términos de audiencia y registrándose como el segundo drama con mayor audiencia de la semana.

## Trama
El Dr. Derek Shepherd y el Dr. Richard Webber finalizan la cirugía del Dr. Preston Burke para extirpar un pseudoaneurisma en la arteria subclavia que amenazaba el funcionamiento de su brazo y que fue causado por una herida de bala. Al mismo tiempo, la Dra. Erica Hahn finaliza con éxito el trasplante de corazón a Denny Duquette. Después de esto, los médicos internos son reprendidos por Webber, quien les ordena planear un baile de graduación para su sobrina moribunda, Camille Travis (Tessa Thompson), hasta que la persona responsable de cortar el dispositivo de asistencia ventricular izquierda (DAVI) de Duquette confiese. Con ayuda de las instrucciones de las amigas de Camille, Claire (Hallee Hirsh) y Natalie (Tiffany Hines), los internos preparan el baile de graduación mientras cada uno lucha con sus propios problemas personales. Al intentar recuperarse de su lesión, Burke encuentra un temblor en su mano derecha.
El interés amoroso de la Dra. Meredith Grey, el Dr. Finn Dandrige (Chris O'Donnell), el veterinario de Doc, el perro que comparte con Shepherd, le informa que Doc ha tenido varias convulsiones debido al cáncer que este tiene en sus huesos y que ella y Shepherd tienen que decidir juntos el futuro de Doc. Webber interroga a los internos individualmente acerca del cable DAVI de Duquette y de su participación dentro del caso de este, pero solo termina enterandose  de los problemas personales que estos tienen. La Dra. Izzie Stevens finalmente acepta la propuesta de matrimonio de Duquette. Más tarde, en la oficina de Dandridge, Grey y Shepherd, junto con la esposa de Derek, la Dra. Addison Montgomery-Shepherd (Kate Walsh), deciden poner a dormir a Doc.
Cuando todo el personal del hospital comienzan a llegar al baile de graduación, la Dra. Callie Torres y el Dr. George O'Malley (TR Knight) discuten el estado de su relación, lo que lleva a la primera a admitir su amor y compromiso con la relación. Durante el baile, Grey y Shepherd escapan de Dandridge y Montgomery para tener una acalorada discusión que luego termina en ambos teniendo relaciones sexuales en un cuarto de examen. Mientras esto ocurre, Stevens se apresura a llegar a la habitación de Duquette para mostrarle el vestido que usará durante el baile. Estando solo en su habitación, Duquette experimenta una repentina sensación de dolor y termina mueriendo inesperadamente. Minutos después, la Dra. Torres se sorprende al encontrar a Grey y Shepherd en la sala de examen medio vestidos y mientras Webber está sentado en la galería del quirófano reflexionando sobre su carrera, la Dra. Miranda Bailey (Chandra Wilson) le anuncia la muerte de Duquette.
Cuando la noticia de la muerte se difunde, los internos se apresuran a ir a la habitación de Duquette, encontrando a Stevens en estado de shock, acostada en la cama, aferrándose a la forma inmóvil del cadáver de este. Mientras cada uno intenta consolarla, se revela que la causa de su muerte fue un coágulo de sangre que provocó un accidente cerebrovascular fatal. Stevens se culpa de su muerte, diciendo que si se hubiera tomado menos tiempo para vestirse, habría llegado antes a su habitación y podría haber estado con él mientras moría. El Dr. Alex Karev (Justin Chambers) luego habla con Stevens, logra levanta levantarla de la cama y la abraza mientras esta llora desconsoladamente. Posteriormente, la Dra. Cristina Yang, que no sabía cómo manejar la situación de Burke, va a su habitación y coloca su mano  sobre la de él para mostrarle su apoyo. En los momentos finales del episodio, Stevens le confiesa a Webber que ella fue la responsable de cortar el cable DAVI y, alegando que no puede ser cirujana, decide renunciar el programa de cirugía. Después de que todos comienzan a tomar caminos separados, Grey sigue sin saber a quién debería seguir: Shepherd o Dandridge, terminando el episodio, y la temporada, con ella en conflicto por no poder tomar una decisión.

## Producción
El episodio fue escrito por la creadora de la serie Shonda Rhimes, dirigido por el cineasta Mark Tinker, y editado por Ed Ornelas. La banda sonora del episodio consistió en «Under the Waves» de Pete Droge, «Side 2» de Dressy Bessy, «Colors» de Amos Lee, «Destination Vertical» de Masha Qrella, «Grace» de Kate Havnevik y «Chasing Cars» de Snow Patrol. La popularidad de la banda norirlandesa Snow Patrol en los Estados Unidos, aumentó después de que su sencillo fuera utilizado en este episodio. El cantante principal Gary Lightbody inicialmente no estaba seguro acerca de la licencia de una canción para la banda sonora, pero desde entonces admitió que la publicidad tuvo un efecto positivo para el grupo. Desde entonces, varias canciones del grupo han aparecido como banda sonora en el resto de la serie, así como también, varios covers de la canción Chasing Cars han sido utilizados en varios episodios, como por ejemplo; el episodio musical y más reciente en el episodio 400 de la serie.
Rhimes decidió titular el episodio el episodio «Losing My Religion» porque sintió que «eso es lo que le sucede a cada interno durante este episodio. Cada interno deja ir las cosas a las que se ha aferrado durante toda la temporada. George deja de amar a Meredith. Cristina deja ir sus emociones bien controladas. Izzie se ve obligada a dejar de lado su idealismo, y eso la lleva a dejar de lado la medicina. Alex deja de lado su ira contra Izzie. Y Meredith... bueno, Meredith simplemente se deja ir». El vestuario fue diseñado por Mimi Melgaard; Rhimes notó que todos estaban vestidos con colores oscuros de funeral para el baile de graduación, excepto Stevens, que estaba vestido de rosa; aspecto que sería bastante aclamado por los críticos. El vestido de Stevens fue una creación de Amsale. Para este episodios se utilizaron monólogos actuados por los 5 personajes principales. El tema del episodio fue el baile de graduación; cosa que Rhimes luego comentó que era algo que quería hacer desde el comienzo de la temporada.

## Recepción
«Losing My Religion» se emitió originalmente el 15 de mayo del 2006 en los Estados Unidos por el canal ABC, junto con el episodio 26 «Deterioration of the Fight or Flight Response» como parte de un final de temporada de 2 horas. Ambos episodios fueron vistos por un total de 22,50 millones de espectadores. Representando un ligero descenso en audiencia respecto al episodio emitido la noche anterior, «17 Seconds», el cual obtuvo 22,60 millones de espectadores. El episodio recibió un rating de 8.0/22 en el grupo demográfico de 18-49, ocupando el quinto lugar de la semana en términos de audiencia y registrándose como el segundo drama con mayor audiencia de la semana. La calificación del episodio superó a otras series como The New Adventures of Old Christine y CSI: Miami de CBS, The Apprentice de NBC y 24 de Fox.
El episodio recibió críticas mixtas entre los críticos. Joel Keller de The Huffington Post expresó opiniones encontradas sobre el episodio, poniendo énfasis en el desarrollo de Yang, a quien consideró un personaje «transformado» al final del episodio. Aplaudió la evolución de Torres a lo largo del episodio y también elogió la actuación y la vestimenta de Heigl. Sin embargo, también criticó la falta de realismo en el castigo que recibieron los internos, confesó que la historia de Grey y Shepherd le pareció aburrida, y llamo el cliffhanger final un «pésimo cliché». Escribiendo para el Chicago Tribune, Maureen Ryan dio una crítica mixta del episodio, afirmando: «en general, toda la velada fracasó un poco». Aunque Ryan apreció la escena de la muerte de Doc, también criticó el subdesarrollo de Torres, su falta de química con O'Malley y su vestido de fiesta. Abigail Chao de Televisión Without Pity también criticó el vestido de Torres, pero le gustó el vestido rosa de Heigl. Así como también, aplaudió la intervención de Karev para calmar a Stevens y estuvo de acuerdo en que el cliffhanger de Grey no fue bueno.
Eyder Peralta del Houston Chronicle comentó «La razón por la que ya no veo más Grey's Anatomy, es porque la guapísima chica rubia toma decisiones fatales que podrían repercutir en toda su carrera sin recibir reprimienda alguna», criticando así la falta de ética de Stevens al cortar el cable del DAVI de Duquette y señalando que ella «no debería ejercer la medicina». Alan Sepinwall, excolumnista de televisión de The Star-Ledger, comentó favorablemente que Karev «finalmente mostró algo de humanidad» cuando se encuentra con Stevens en la escena posterior a la muerte de Duquette. Sin embargo, también criticó la historia de Shepherd y la ausencia de consecuencias graves para Stevens por haber cortado el cable del DAVI, una acción que calificó de «loca y peligrosa».
Este episodio fue incluido en la lista de los «25 programas de televisión más sexys en DVD» lanzada por la revista Entertainment Weekly. También apareció en la lista de «20 bailes de graduación inolvidables» de la misma revista y en el «Top 10 de bailes de graduación de la televisión» de StarPulse. AOL TV colocó la escena sexual entre Grey y Shepherd en su Top 20 de las escenas más candentes de la televisión. En el 2009, TV Guide clasificó al episodio en el puesto #63 de su lista de los 100 mejores episodios de televisión. También en el 2013, la revista nombró a la muerte de Duquette como una de las más desgarradoras de la televisión. En diciembre de 2011, Wetpaint nombró a «Losing My Religion» uno de los 5 mejores episodios de la serie.